# Hydrolase à sérine
Une hydrolase à sérine est une hydrolase constituant l'une des plus grandes familles d'enzymes, qui compte environ 200 membres et représente 1 % des gènes du protéome humain. Cette famille d'enzymes est caractérisée par la présence d'un résidu nucléophile de sérine dans son site actif intervenant dans l'hydrolyse des substrats. Le mécanisme réactionnel fait intervenir la formation d'un intermédiaire réactionnel acyle-enzyme à l'aide de ce résidu de sérine, suivie par la saponification de cet intermédiaire induite par l'eau ou l'anion hydroxyde, ce qui régénère l'enzyme. Contrairement aux autres résidus de sérine, qui n'interviennent pas dans la catalyse de la réaction, le résidu nucléophile de sérine est généralement activé par un relai de proton impliquant un résidu acide, par exemple d'aspartate ou de glutamate, et un résidu basique, généralement d'histidine, bien qu'il existe des variations de ce mécanisme.